# Saltator
Saltator Viellot, 1816 è un genere di uccelli passeriformi della famiglia Thraupidae, esclusivi delle regioni tropicali e subtropicali delle Americhe.
Il nome del genere deriva dai saltelli che questi uccelli compiono quando sono a terra.

## Tassonomia
Questo enigmatico genere di passeroidei, attribuito in passato alla famiglia Cardinalidae, è stato recemente incluso tra i Thraupidi. Comprende le seguenti specie:
- Saltator grossus (Linnaeus, 1766)
- Saltator fuliginosus (Daudin, 1800)
- Saltator atriceps (Lesson, 1832)
- Saltator maximus (Statius Müller, 1776)
- Saltator atripennis Sclater, 1857
- Saltator similis d'Orbigny & Lafresnaye, 1837
- Saltator coerulescens Vieillot, 1817
- Saltator orenocensis Lafresnaye, 1846
- Saltator maxillosus Cabanis, 1851
- Saltator nigriceps (Chapman, 1914)
- Saltator aurantiirostris Vieillot, 1817
- Saltator cinctus Zimmer, 1943
- Saltator atricollis Vieillot, 1817
- Saltator albicollis Vieillot, 1817
- Saltator striatipectus Lafresnaye, 1847